# Washington megye (Oregon)
Washington megye az Amerikai Egyesült Államokban, azon belül Oregon államban található. Megyeszékhelye Hillsboro, mely egyben a legnagyobb városa is. Lakosainak száma 600 372 fő (2020. április 1.).

## Szomszédos megyék
- Clatsop megye (északnyugat)
- Columbia megye (észak)
- Multnomah megye (kelet)
- Clackamas megye (délkelet)
- Yamhill megye (dél)
- Tillamook megye (nyugat)

## Népesség
A megye népességének változása:
| Lakosok száma | 531 335 | 539 469 | 547 543 | 554 996 | 574 326 | 600 372 |
|               | 2010    | 2011    | 2012    | 2013    | 2015    | 2020    |